# Univerzita Tübingen

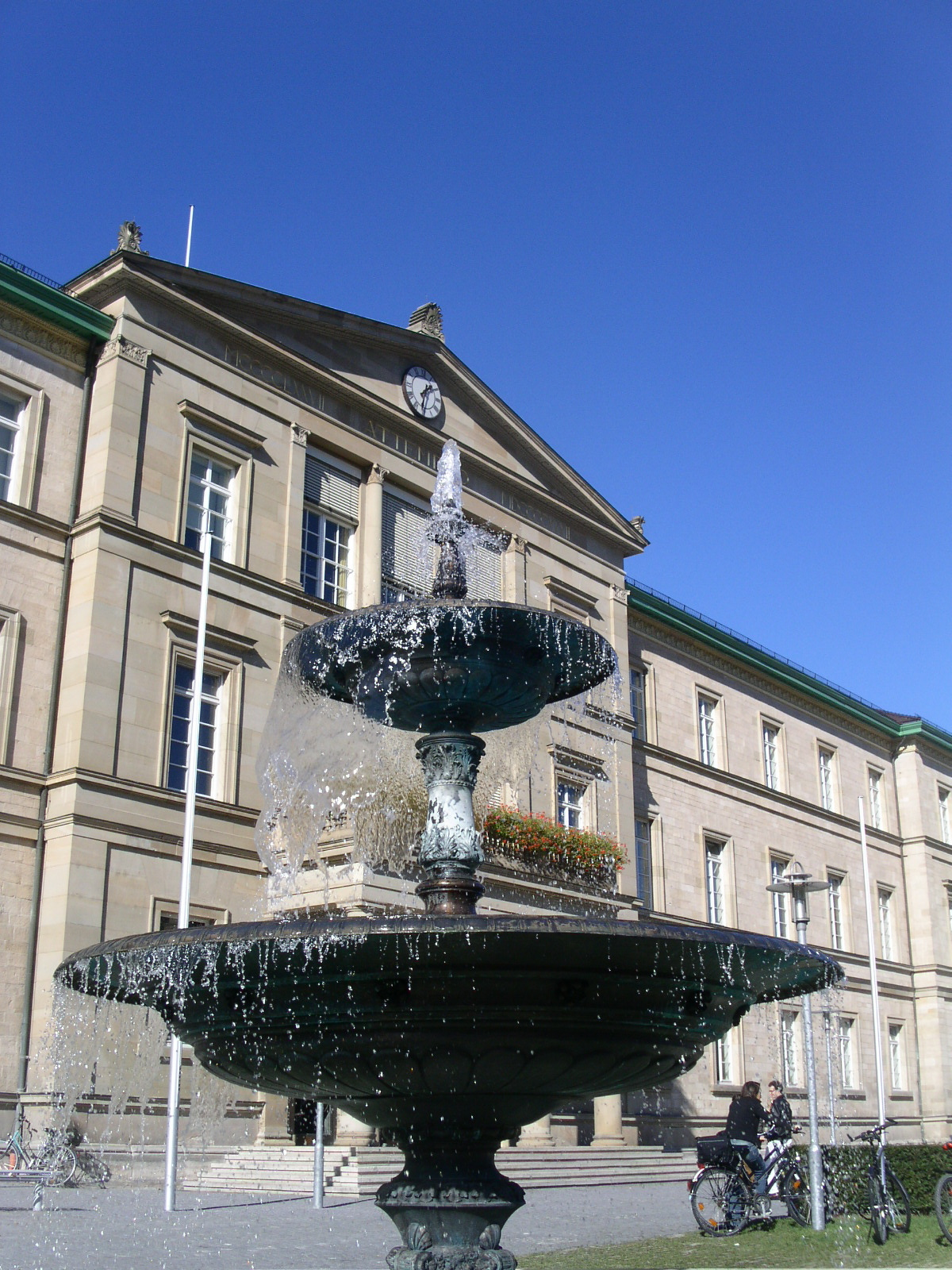
Nová aula univerzity

Eberhardova-Karlova univerzita Tübingen (německy Eberhard Karls Universität Tübingen) v jihoněmeckém Tübingenu (Tubinkách) patří mezi devět státních univerzit v Bádensku-Württembersku a je jednou z nejstarších v celém Německu. Někdy je také přezdívána „Eberhardina“.

## Historie
Univerzita byla založena roku 1477 hrabětem Eberhardem V. z Barte (1445–1496), pozdějším prvním vévodou württemberským, který byl ovlivněn renesanční kulturou při svých cestách po Itálii. Prvním rektorem univerzity byl Johannes Nauclerus.
Současný název univerzita dostala roku 1769, kdy vévoda Karl Eugen připojil své první jméno ke jménu jejího zakladatele. Univerzita se později stala hlavní univerzitou království württemberského.

## Dnešní stav
V současné době má univerzita kolem 24 000 studentů ve 30 studijních oborech na 14 fakultách. Kromě toho k ní patří 17 městských nemocnic s více než 1 500 lůžky pro pacienty, které ročně ošetří kolem 266 000 pacientů. Dále pod univerzitu patří i místní hrad Hohentübingen, kde kromě několika částí fakulty kulturních věd sídlí i muzeum s archeologickými a etnografickými sbírkami.

## Fakulty univerzity
- Evangelicko-teologická fakulta
- Katolicko-teologická fakulta
- Právnická fakulta
- Fakulta ekonomických a sociálních věd
- Lékařská fakulta (s Univerzitní klinikou)
- Filosofická fakulta
- Centrum pro islámskou teologii
- Mezifakultní instituty
  - molekulární biologie
  - mikrobiologie a infekční medicíny
  - biochemie
  - přírodovědné archeologie